# اوئیتنگا
اوئیتنگا شهری در شهرستان رولو در استان بام در بورکینافاسوی شمالی است و جمعیت آن ۵۴۳ نفر است.